# Bắn súng vào nhân viên cảnh sát Dallas 2016
Tối ngày 7 tháng 7 năm 2016, một kẻ bắn tỉa đã phục kích 12 cảnh sát trong một cuộc biểu tình ôn hoà ở thành phố Dallas, Texas, Hoa Kỳ, khiến ít nhất 5 cảnh sát thiệt mạng và 9 người bị thương. Nghi phạm sau đó được xác định là Micah Xavier Johnson, một cựu quân nhân dự bị Quân lực Hoa Kỳ với động cơ gây án do thù hằn sắc tộc. Sau nhiều giờ bao vây thương lượng không thành, một cuộc đấu súng nổ ra giữa lực lượng chức năng và nghi phạm tại một gara ở gần ga El Centro. Trong suốt thời gian đàm phán, nghi phạm cảnh báo đã đặt bom ở chung quanh gara và nhiều nơi trong thành phố, khiến nhà chức trách khẩn trương tiến hành rà phá bom mìn. Đến sáng ngày 8 tháng 7, nghi phạm đã bị tiêu diệt bằng robot mang bom tự phát nổ.
Đây là một trong những mất mát đáng kể nhất trong lịch sử của lực lượng thi hành pháp luật Mỹ kể từ sau Sự kiện 11 tháng 9. Vụ việc cũng dấy lên hồi chuông về tình trạng thù hằn sắc tộc ngày càng gia tăng tại Mỹ, đặc biệt là nạn phân biệt sắc tộc của cảnh sát với người da màu.

## Bối cảnh
Vụ việc diễn ra trong cuộc tuần hành do Next Generation Action Network tổ chức tại trung tâm thành phố Dallas, bang Texas nhằm phản đối việc cảnh sát bắn chết người da màu ở Louisiana và Minnesota ít ngày trước đó. Khoảng 800 người tham gia cuộc tuần hành này, và gần 100 cảnh sát được huy động để bảo đảm an ninh trật tự trong khu vực. Cuộc biểu tình diễn ra hoà bình tại công viên Belo, sau đó đám đông di dọc theo các tuyến phổ ở trung tâm. Không có bất cứ sự cố nào cho đến khi vụ nổ súng xảy ra.

## Diễn biến
Lúc 8:58 tối giờ địa phương, những tiếng súng bất ngờ vang lên khi đoàn biểu tình ở gần ga West End. Một nhân chứng cho biết nghe thấy từ 50 đến 75 tiếng súng nổ. Một số cảnh sát gục xuống. Cảnh sát trưởng thành phố Dallas David O. Brown cho biết một số cảnh sát bị bắn từ phía sau và nghi phạm hẳn biết rõ tuyến đường tuần hành. Theo lời thị trưởng thành phố, kẻ bắn tỉa đã khai hoả từ vị trí cao trên tầng lầu của toà nhà lân cận.

## Thủ phạm

### Micah Xavier Johnson
Nhân viên thực thi pháp luật xác định kẻ bắn súng là Micah Xavier Johnson (k. 1991 – 8 tháng 7 năm 2016), một cư dân của Mesquite, Texas. Johnson đã phục vụ trong quân đội dự bị Mỹ cho đến tháng 4 năm 2015, phục vụ như là một chuyên gia nghề mộc và nề.
Trong cuộc thương lượng, Johnson nói rằng hắn ta đã hành động một mình và không thuộc bất kỳ nhóm nào. Kẻ này nói với cảnh sát rằng hắn bị thúc đẩy bởi phong trào Black Lives Matter (tiếng Anh: Vấn đề mạng sống của người da đen), và muốn "giết người da trắng" vì tình đoàn kết.